# Kępkowiec ciemnoszary
Kępkowiec ciemnoszary (Lyophyllum fumosum (Pers.) P.D. Orton) – gatunek jadalnych grzybów należący do rodziny kępkowcowatych (Lyophyllaceae). 

## Systematyka i nazewnictwo
Pozycja w klasyfikacji według Index Fungorum: Lyophyllum. Lyophyllaceae, Agaricales, Agaricomycetidae, Agaricomycetes, Agaricomycotina, Basidiomycota, Fungi.
Po raz pierwszy takson ten zdiagnozował w 1801 r. Persoon nadając mu nazwę Agaricus fumosus. Obecną, uznaną przez Index Fungorum nazwę nadał mu w 1960 r. Peter D. Orton, przenosząc go do rodzaju Lyophyllum.
Nazwę polską zaproponował Władysław Wojewoda w 2003 r. W niektórych atlasach grzybów gatunek ten opisywany był jak podblaszek przydymiony.

## Morfologia
Morfologicznie podobny jest do kępkowca jasnobrązowego (Lyophyllum decastes) z tą różnicą, że ma ciemniej zabarwiony kapelusz i większe owocniki. Występuje też kępami w tych samych miejscach.